# 黃紹烈
黃紹烈（？—？），名克，以字行，江西臨川人。明朝政治人物。

## 生平
洪武二十七年（1394年）甲戌科進士，授浙江瑞安縣知縣。